# 妊神星族
妊神星族是唯一确定的外海王星天体的碰撞家族，也就是说，外海王星天体类似轨道参数（外海王星天体）只有组谱（近纯净冰水），这就意味着他们的是互相碰撞的较原始的星体。计算表明，它可能是唯一的外海王星碰撞家族。

## 特征

妊神星族（绿色）

矮行星妊神星是家族成员中最大的天体，其他成员为妊神星的卫星以及柯伊伯带天体 (55636) 2002 TX300, (24835) 1995 SM55, (19308) 1996 TO66,  (120178) 2003 OP32, (145453) 2005 RR43, (86047) 1999 OY3, 2003 UZ117, 2005 CB79, 2003 SQ317和 2009 YE7等，所有离散速度低于妊神星，或不到150米/ 秒，尺寸在400到700公里之间，虽然，这使他们成为矮行星的可能，但高反照率可能会影响这些它们的入选矮行星的行列，成员中，在分散的正轨道要素的仅为几个百分点或更少（半长轴5％，倾角1.4°，偏心率0.08）。右图说明了家族成员的其他外海王星天体的关系以及各自轨道。这些天体的共同的物理特征包括中性色和深红外线吸收功能。